# Remo Cadringher
Remo Cadringher (Bianzone, 1º gennaio 1902 – ...) è stato un aviatore e militare italiano.
Pilota pluridecorato di grande esperienza della Regia Aeronautica, dopo aver frequentato il 1º Corso piloti presso il Reparto Sperimentale Alta Velocità di Desenzano del Garda, partecipò all'edizione della Coppa Schneider tenutasi a Calshot nel settembre del 1929. In seguito partecipò alla Crociera aerea del Decennale, e durante la seconda guerra mondiale fu comandante del 150º Gruppo Autonomo Aerosiluranti. Dopo l'armistizio dell'8 settembre 1943 aderì alla Repubblica Sociale Italiana, di cui fu Sottocapo di stato maggiore dell'Aeronautica Nazionale Repubblicana.

## Biografia
Nacque a Bianzone, provincia di Sondrio, il 1º gennaio 1902, e compì i primi studi presso il Collegio “Piazzi” di Sondrio.
Entrato nella Regia Aeronautica prese parte al 1º Corso per piloti di alta velocità tenutosi a Desenzano del Garda presso il neocostituito Reparto Sperimentale Alta Velocità diretto dal colonnello Mario Bernasconi. Qui ebbe modo di pilotare gli idrovolanti Savoia-Marchetti S.59, Macchi M.41, Macchi M.33, Macchi M.39 e Macchi M.52 e 52R.
Nel 1929 prese parte, insieme a Giovanni Monti, all'edizione della Coppa Schneider tenutasi a Calshot tra il 6 e il 7 settembre. Volando su idrovolante da corsa Macchi M.67 (MM.105) si classificò al quarto posto, uscendo dalla gara dopo due giri per un guasto meccanico. Per questa impresa fu insignito della Medaglia di bronzo al valor aeronautico.
In qualità di secondo pilota del velivolo idrovolante Savoia-Marchetti S.55X I-RECA, appartenente alla Squadriglia "Bianca Cerchiata", prese parte alla Crociera aerea del Decennale (1º luglio-12 agosto 1933).
Con l'approssimarsi dell'entrata in guerra del Regno d'Italia, il 15 febbraio 1940 venne costituito sull'aeroporto di San Giusto (Pisa) il 46º Stormo Bombardamento Terrestre, composto dal 104º Gruppo (252ª Squadriglia e 253ª Squadriglia) comandato dal tenente colonnello Giorgio Porta, e dal 105º Gruppo (254ª Squadriglia e 255ª Squadriglia) di cui assunse il comando. Il nuovo stormo era equipaggiato con i trimotori da bombardamento Savoia-Marchetti S.79 Sparviero.
Dopo lo scoppio delle ostilità, il 14 giugno una formazione navale francese al comando del contrammiraglio Duplat eseguì un attacco contro l'area industriale di Genova. Gli aerei del 105º Gruppo decollarono da Pisa nel tentativo di intercettare le navi avversarie, ma non avendo alcuna informazione gli aerei rientrarono alla base senza essere riusciti nel loro scopo.
Il 4 novembre il 46º Stormo si rìcostituì sull'aeroporto di Tirana, in Albania, in vista dello scoppio delle ostilità con la Grecia, al termine delle quali, nel maggio 1941 si rischierò da Tirana a Bari, in Puglia. Nel maggio del 1942 il 46º Stormo da Bombardamento terrestre divenne Aerosilurante, e l'11 agosto il 105º Gruppo divenne Autonomo trasferendosi sull'aeroporto di Decimomannu. Il reparto partecipò alla battaglia di mezzo agosto, e al successivo contrasto agli sbarchi anglo-americani in Algeria e Marocco. Egli costruì un traguardo di puntamento per il lancio di siluri, che a detta di molti, era il migliore disponibile all'epoca e rendeva istintivo il lancio del siluro, che tuttavia non fu adottato dalla Regia Aeronautica.
Tra il 14 settembre 1942 e il 22 febbraio 1943 fu comandante dell'aeroporto di Decimomannu. Nel corso del 1945 ricevette un Encomio Solenne per l'attività svolta in Sardegna.
Dopo l'armistizio dell'8 settembre 1943 aderì alla Repubblica Sociale Italiana, entrando nelle neocostituita Aeronautica Nazionale Repubblicana. Insieme al tenente colonnello Arduino Buri fu uno dei promotori per la ricostituzione della specialità aerosiluranti. Dopo l'allontanamento del colonnello Ernesto Botto dalla carica di Capo di stato maggiore dell'A.N.R., avvenuta il 6 settembre 1944, il suo sostituto, il tenente colonnello Giuseppe Baylon, lo volle come suo Sottocapo di stato maggiore.
Terminò la carriera militare con il grado di colonnello.
Il 31 gennaio 1968 fu tra i 39 soci fondatori dell'Associazione Trasvolatori Atlantici, costituitasi presso il Palazzo del Governo di Lucca.
Il Club 105 Frecce Tricolori Valtellina-Valchiavenna di Sondrio porta il suo nome.

### Annotazioni
1. ↑  La divisa dell'Ufficiale si trova esposta presso tale collegio, dono della sorella.
2. ↑  Gli altri piloti del corso erano: Giuseppe Motta, Alberto Canaveri, Giuseppe Magi, Giovanni Monti, Tommaso Dal Molin e Francesco Agello.
3. ↑  In realtà il comandante titolare del 105º Gruppo B.T. era il maggiore Galeazzo Ciano, che però prese parte alle vicende belliche solo per brevi periodi nel 1940 e ritornò in servizio nel 1941, e quando mancava veniva sostituito nel comando dal parigrado Cadringher, suo inseparabile aiutante di volo.
4. ↑  Altri soci fondatori furono il generale d'armata aerea Giuseppe Valle, il generale di squadra aerea Ranieri Cupini, il generale di squadra aerea Ercole Savi, il generale di brigata aerea Umberto Nannini, il generale di divisione aerea Giuseppe Ceccotti, ecc.

### Fonti
1. 1 2  Trotta 1978, p. 38.
2. ↑  Bendoni 1971, p. 26.
3. ↑  Bendoni 1971, p. 24.
4. 1 2 3 4  Ufficio Storico Stato Maggiore dell'Aeronautica 1977, p. 145.
5. ↑  Foglio d’Ordini Riservato N. 01 del 25 gennaio 1940 –“Anno XVIII”.
6. ↑  Raccolta delle “Relazioni Giornaliere” del 105º Gruppo B.T., conservata all'Ufficio Storico Stato Maggiore Aeronautica, Roma.
7. ↑  Pagliano 1954, p. 275.
8. 1 2  Ufficio Storico Stato Maggiore dell'Aeronautica 1977, p. 146.
9. ↑  Pagliano 1954, p. 223.
10. ↑  Pagliano 1954, p. 219.
11. ↑  Pagliano 1954, p. 94.
12. 1 2 3  Alpes n.11, novembre 2007, p. 57.
13. 1 2  Mattioli, Caruana, Postlethwaite 2014, p. 80.
14. ↑  Alpes n.11, novembre 2007, p. 56.
15. ↑  Bollettino Ufficiale 1933, supplemento 4, pag.7.
16. ↑  Registrato alla Corte dei Conti lì 27 maggio 1942, registro n.21 Aeronautica, foglio n.281.
17. ↑  Registrato alla Corte dei Conti lì 9 agosto 1943, registro n.2 Aeronautica, foglio n.274.
18. ↑  Registrato alla Corte dei Conti lì 21 novembre 1929, registro n.3 Aeronautica, foglio n.391.